# NGC 2529
NGC 2529 is een niet-bestaand object in het sterrenbeeld Kreeft. Het hemelobject werd op 29 januari 1887 ontdekt door de Franse astronoom Guillaume Bigourdan.